# Villa Tammekann
Villa Tammekann är en byggnad i Tartu, som ritats av Alvar Aalto.
Alvar Aalto ritade Villa Tammekann som bostadshus för professorn och geografen August Tammekann (1894–1959) och dennes familj 1932–1933. 
Stiftelsen Åbo Universitet köpte 1998 huset, som ligger i trädgårdsstaden Tähthue, av Tammekanns barn och lät renovera det efter Alvar Aaltos originalritning. Åbo universitets och Tartu universitets Granöcenter i Tartu, med syfte att främja samarbete mellan de finländska och estniska vetenskapssamhällena, öppnades i huset i april 2000. 
Johannes Gabriel Granös son, geografen Olavi Granö var en av grundarna av centret.